# Філідор лісовий
Філідо́р лісовий (Philydor novaesi) — вимерлий вид горобцеподібних птахів родини горнерових (Furnariidae), що був ендеміком Бразилії.

## Опис
Довжина птаха становить 18 см. Лоб і обличчя тьмяно-охристі, пера на них мають чорні края, тім'я чорнувато-буре, пера на ньому має темно-оливкові края. Над очима вузькі охристо-коричневі "брови", під очима охристо-коричневі смуги. Навколо очей темно-каштанові смуги, від дзьоба до скронь ідуть чорнуваті смуги, поцятковані каштановими плямками. Потилиця і верхня частина тіла оливково-коричневі, надхвістя і хвіст рудувато-коричневі. Нижня частина тіла блідо-руда, гузка і живіт з боків мають оливковий відтінок. 

## Поширення і екологія
Лісові філідори мешкали у двох лісових масивах — в Мурічі, що у штаті Алагоас та в заповіднику у Пернамбуку. Вони жили на узліссях вологих атлантичних лісів та у вторинних заростях. Зустрічалися поодинці, парами або невеликими зграйками, на висоті від 400 до 550 м над рівнем моря, спостерігалися у змішаних зграях птахів разом з малими кокоа. Вони живилися комахами, їх личинками та іншими безхребетними, яких шукали під корою та серед опалого листя.

## Збереження
Лісові філідори були відкриті у 1979 році і науково описані у 1983 році. Площа лісу, в якому вони жили, скоротилася з 70 км² у 1970 році до 30 км² у 1999 році. Востаннє лісових філідорів спостерігали у 2011 році. у 2019 році МСОП визнав цей вид вимерлим.